# IC 4911
IC 4911 ist eine Linsenförmige Galaxie vom Hubble-Typ S0 im Sternbild Teleskop am Südsternhimmel. Sie ist rund 447 Millionen Lichtjahre von der Milchstraße entfernt und hat einen Durchmesser von etwa 80.000 Lichtjahren. 

Im selben Himmelsareal befinden sich u. a. die Galaxien IC 4907, IC 4915, IC 4917, IC 4918.
Das Objekt wurde am 31. August 1904 von Royal Harwood Frost entdeckt.